# 折下吉延
折下 吉延（おりしも よしのぶ、1881年10月5日 - 1966年12月23日）は、日本の造園家、都市計画家。官庁技師として活躍。また造園分野の教育者として後進の指導に当たった。日本における公園整備の第一人者として、世界的に知られる。

## 来歴
山形県新庄市出身。1881年（明治14年）新庄藩主戸沢子爵の東京麻布の邸内に、山形県士族折下済の長男として生まれた。麻布中学校、第一高等学校を経て、1908年（明治41年）東京帝国大学農科大学農学科を卒業。卒業後、宮内省内苑寮園芸掛技手となって新宿御苑に奉職。福羽逸人の指導の下で御苑と代々木御料地の管理に関与。御苑にて、洋蘭の品種改良や菊、果樹疏莱、庭園芸などを研究した。1911年（明治44年）頃、臨時講師として、東京府立園芸学校（現：東京都立園芸高等学校）の授業を受け持った。
1912年（明治45年）に内苑寮を辞し、奈良女子高等師範学校（奈良女子大学の前身）教授となり、園芸学を担当。3年これを務めた後、在任中の1914年（大正3年）、橿原神宮の林苑整備事業に参画する。この林苑整備委嘱は、日本神仕林苑事業および日本造園事業の最初にして最大の事業といわれた。
1915年、明治神宮造営技師に任じられ、明治神宮内外苑の設計施工に従事。神宮の造営のほか、外苑の街路樹設計に当たり、表参道ケヤキ並木や神宮外苑の銀杏並木などを生み出した。日本式典雅と洋風のを折衷する手法で、従来の日本における造園事業で全く新しいデザインを実現した。
1919年（大正8年）から1920年（大正9年）にかけて内務省嘱託として、欧米の都市計画および公園緑地事業等を視察。帰国後長崎に移り長崎市顧問、翌年は長崎県嘱託として県立雲仙公園整備などに取り組む。
1923年（大正12年）9月、関東大震災が勃発すると、臨時震災救護事務局事務官に任命され、公園内に設置する仮設住宅建設調整を担当し、同年10月に帝都復興院技師兼明治神宮造営局技師に任命された。帝都復興院が廃止され、復興局になると、復興局建築部公園課長に任命され、東京の隅田公園、浜町公園、錦糸公園、横浜の山下公園など大公園の新設、東京・横浜の街路樹、広場の植栽など帝都復興事業の公園・緑化の総括者として推進した。復興局建築部公園課は、中央官庁の行政機関に公園を専管する組織が初めて誕生したことを意味している。その後母校の東京帝国大学農学部講師として園邑計画論（公共緑地学）を担当し、人材育成した。
1932年（昭和7年）から帝都復興院理事に就任し、当時は満鉄理事兼満鉄経済調査会長に就任していた十河信二に招かれて満鉄経済調査会の嘱託となり、終戦まで大連に居を構え、大連、長春、哈爾浜、上海、青島など各地の都市計画に参画し、公園緑地を重視する計画立案を関わった。また、明治神宮造営局、復興局の部下や東大の教え子（佐藤昌、木村三郎、横山光雄、黒澤正太郎、田母神昇、木村尚文、今川正彦など）を京都市、台北・台中、大連、長春、哈爾浜、吉林、青島、奉天、北京など各地の行政機関に派遣し、都市計画と公園事業を推進した。
優秀技術者を自由に任用しかつ地方に派遣、公共造園あるいは都市計画の人脈育成に最大の努力を払ったことで、事業を成功に導いた要因ともなった。1945年引き上げ後は函館市内の公園調査、常盤公園、八幡市皿倉山、下関市火の山の風致計画、また東京の軍用跡地公園化の促進、首都の緑化推進など、造園家としての業績は著しい。
また、ゴルフ場の設計では先駆を成し、日本初のゴルフ場である学士会赤羽ゴルフ場（荒川河川敷、昭和5年）から外地では台湾高雄、満州鞍山、大連星々浦、奉天東陵寺などや福島土湯ゴルフ場などを手がけた。
その他、外苑青山口児童遊園のほか、地方公園では雲仙公園計画、広島市北治公園、新庄城址公園、松本市運動公園、京都市御成婚記念運動場、倉敷市向山公園、徳島市眉山公園、会津鶴ヶ城公園など、外地では台中市水源地公園、大連市中央公園改良、吉林市北山公園、青島市青島神社境内、奉天市中央広場改良設計、高岡市二上山公園などに携わる。
園路設計に使用していたフランス式の曲線を、歌麿式カーヴ、と呼んでいた。
戦後は中央と地方の都市計画の指導、また国立公園事業、自然公園、日本道路公団等の委員として日光太郎杉の保護等、自然美の保護、さらに各地の都市公園計画を指導した。
都市計画協会では折下家遺族の芳志で「公園緑地折下功労賞」を設定している。

## 栄典
- 1930年（昭和5年）
  - 3月28日 - 従四位[3]
  - 12月5日 - 帝都復興記念章[4]